# Rocce leucitiche
Le rocce leucitiche sono rocce ignee effusive, peralcaline e fortemente sottosature in silice, contenenti il feldspatoide leucite (KAlSi2O6) in quantità prevalente sugli altri minerali, in assenza o scarsità di feldspato. Presentano in genere tessitura porfirica ipocristallina o olocristallina e il colore è generalmente chiaro. 

Non esiste un confine netto tra questa categoria ed altre rocce contenenti leucite.

## Caratteri distintivi

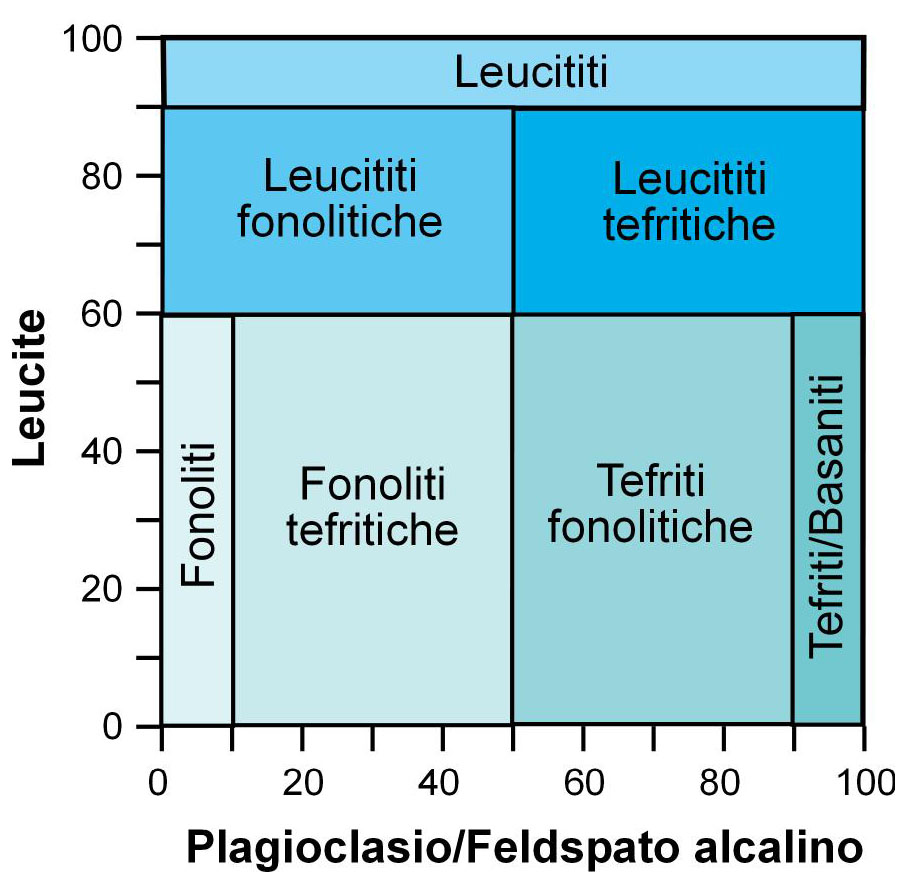
Fig. 1. Nomenclatura delle rocce sottosature a leucite sulla base del rapporto tra % modale di leucite (in ordinata) e Rapporto Feldispatico (in ascissa: 0 corrisponde a 100% dei feldspati costituito da feldspati alcalini (sanidino e albite) e 0% di plagioclasio e 100 al 100% di plagioclasio e 0% di feldspati alcalini

Lo IUGS (International Union of Geological Sciences) ritiene di dover separare queste rocce da altre contenenti leucite per la loro caratterizzazione geochimica, per l'ambiente geodinamico di origine e la peculiare associazione con alcuni altri tipi di rocce. Vanno eliminate da questa categoria le lamproiti e le kamafugiti contenenti leucite, che presentano caratteri geochimici e petrogenetici diversi. 
Se la roccia è completamente o quasi cristallizzata e la leucite è inferiore al 60% del volume totale della roccia si aggiunge il prefisso leucite o si pospone a leucite al nome della roccia assegnato in base al diagramma QAPF (ad es. tefrite fonolitica a leucite, leucite tefrite). Se la leucite (+ eventuali altri feldspatoidi) supera il 60% in volume dei minerali chiari si entra nel campo 15 (foiditi) del diagramma QAPF e la roccia prende il nome di leucitite.

Si possono dividere le leucititi in 3 sottocampi (fig. 1): leucititi fonolitiche (sanidino prevalente sul plagioclasio)  e leucititi tefritiche (plagioclasio prevalente sul sanidino), con 60-90% in volume di leucite modale, e leucititi s.s. con oltre il 90% di leucite.

In caso di presenza di vetro si usa il Diagramma TAS, che però non permette di individuare criteri chimici privi di ambiguità per definire le rocce a leucite. Nel diagramma TAS le leucititi si estendono significativamente nei campi adiacenti al campo delle foiditi. Si distinguono meglio dalle lamproiti tramite altri parametri composizionali, sebbene anche qui ci siano delle sovrapposizioni.

La mineralogia essenziale delle rocce a leucite è indicata nella tabella 1.
| Roccia | clino pirosseno | Leucite | plagioclasio                   | sanidino                       | olivina |
| --- | --------------- | ------- | ------------------------------ | ------------------------------ | ------- |
| Leucitite | abb             | abb     | tr                             | tr                             | var     |
| Leucitite tefritica | abb             | abb     | pres (plagioclasio > sanidino) | pres (plagioclasio > sanidino) | tr      |
| Leucitite fonolitica | abb             | abb     | pres (plagioclasio < sanidino) | pres (plagioclasio < sanidino) | tr      |
| Leucite tefrite | pres            | pres    | abb                            | pres                           | < 10%   |
| Leucite basanite | pres            | pres    | abb                            | pres                           | > 10%   |
| Leucite fonolite | pres            | var     | tr                             | abb                            | –       |
| LEGENDA: abb = presente in quantità abbondante; pres = necessariamente presente, ma in quantità ridotta. tr = possibilmente presente, ma in quantità ridottissime; var = possibilmente presente in quantità variabile, sempre minore di qualche unità percentuale. Queste rocce potrebbero contenere un po' di nefelina |                 |         |                                |                                |         |

## Varietà
L'italite è una varietà leucocratica di leucitite con indice di colore M' <30%, composta quasi interamente da leucite, con piccole quantità di vetro. 
La fergusite (dalla Contea di Fergus, Montana centrale, USA) è una roccia composta per circa il 70% da pseudoleucite (una pseudomorfosi di ortoclasio, nefelina, kasilite e minore analcime sostituente i fenocristalli di leucite) e per il 30% da pirosseno.
La missourite (dallo stato del Missouri, USA), è una varietà melanocratica di leucitite con indice di colore M' >70%, composta in assoluta prevalenza da clinopirosseno con subordinate leucite e olivina.

## Distribuzione
In Italia:

- Provincia magmatica laziale (Quaternario): centri vulcanici di Vico, Sabatini, Vulsini, Colli Albani ed Ernici-Roccamonfina.

Nel mondo:

- Provincia magmatica di Toro-Ankole, Uganda
- Provincia magmatica dei Birunga, Ruanda
- Massiccio Centrale, Francia
- Regioni delle Mauricia e di Almería, Spagna
- Leucite Hills, Wyoming (USA)
- Regione di Kimberley, Sudafrica
- Giava e Sulawesi, Indonesia